# Didysmachus
Didysmachus är ett släkte av tvåvingar. Didysmachus ingår i familjen rovflugor.
Släktet innehåller bara arten Didysmachus picipes.

## Bildgalleri

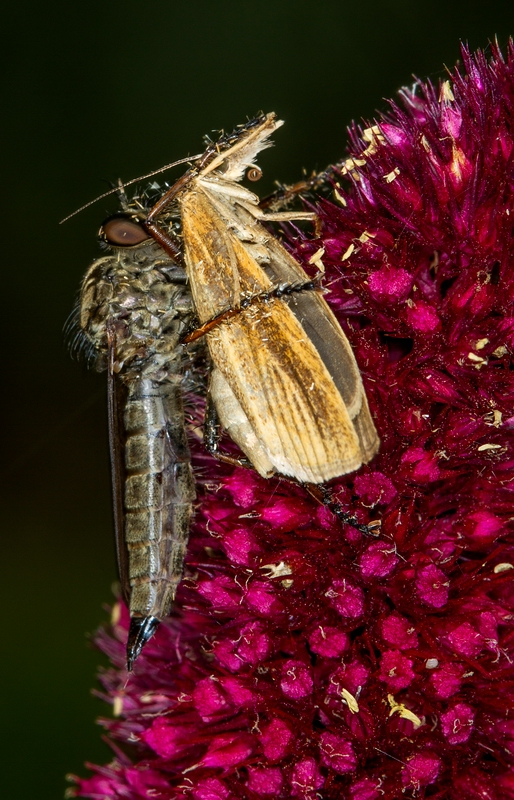
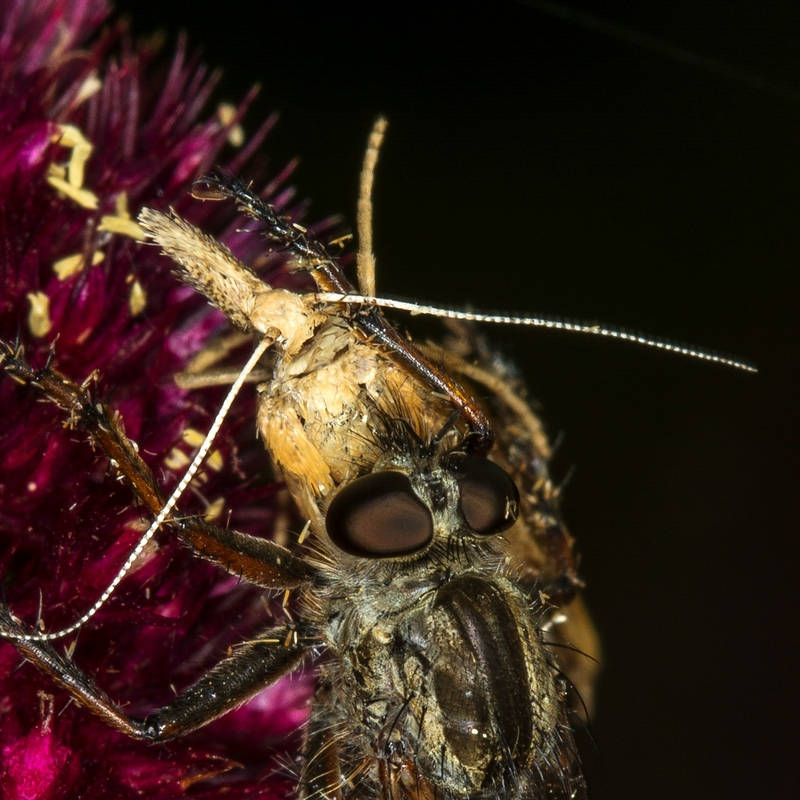
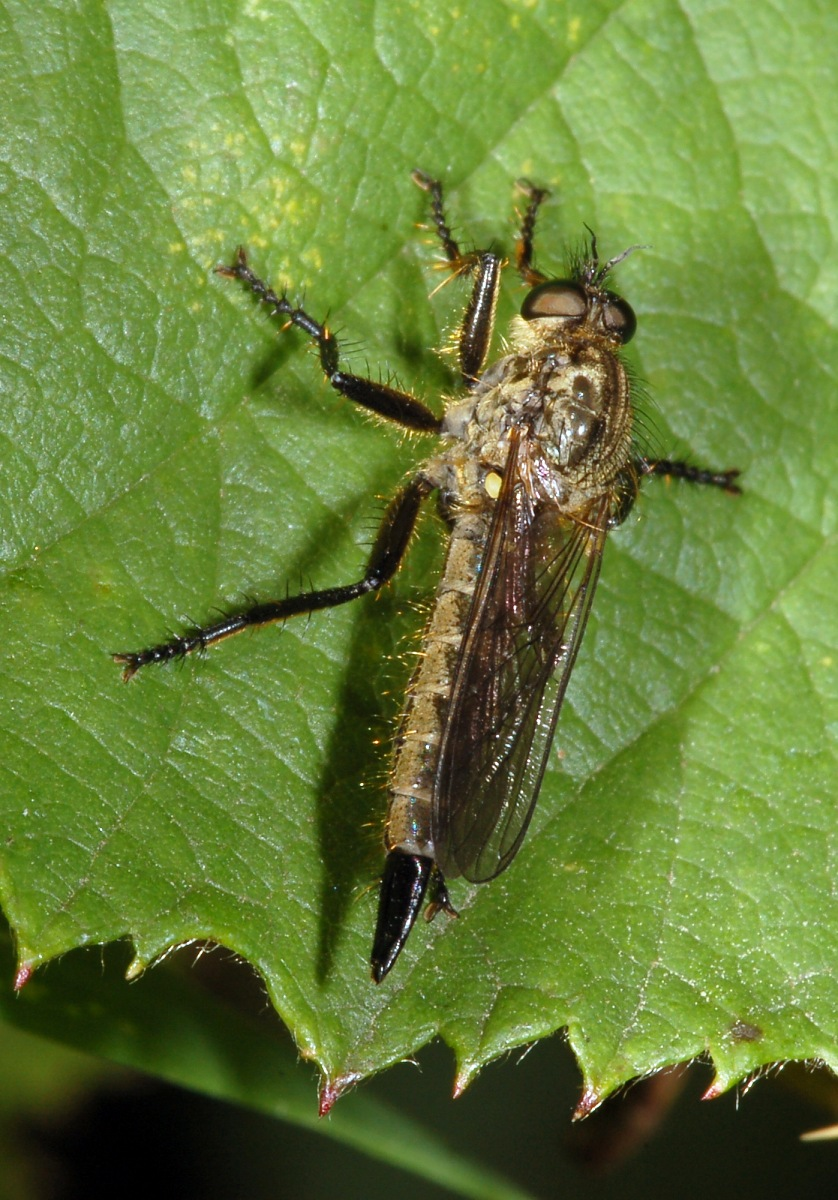